# Jörg Gerlach
Jörg Gerlach (* 23. August 1967) ist ein ehemaliger deutscher Fußballspieler.

## Sportlicher Werdegang
Gerlach entstammt der Jugend des TuS Blau-Weiss Königsdorf, 1979 wechselte er in den Nachwuchsbereich des 1. FC Köln. Dort durchläuft er die Jugendmannschaften bis zur A-Jugend und wird auch als B-Jugendlicher zeitweise in die Mittelrheinauswahl berufen. Nach dem Abitur wechselte er 1986 zur vom ehemaligen FC-Profi Wolfgang Rausch betreuten SpVg Frechen 20 in die Verbandsliga Mittelrhein. Nach dem Abstieg des Klubs zog er nach einer Spielzeit zum Ligakonkurrenten Gürzenicher FC Düren weiter, wo er parallel zu seiner Install. Durch gute Leistungen spielte er sich in die U-21-Mittelrheinauswahl, wo er den FC-Amateure-Trainer Roland Koch auf sich aufmerksam machte. 1988 kehrte er daraufhin zum 1. FC Köln zurück, wo er fortan an der Seite von Spielern wie Rachid Azzouzi, Günther Baerhausen, Karsten Baumann, Alexander Bade und Horst Heldt in der Oberliga Nordrhein spielte. Nachdem er im April einen Vertrag als Vertragsamateur unterzeichnet hatte, rückte er in der Bundesliga-Spielzeit 1989/90 zeitweise in den Profikader des Bundesligisten. Dort debütierte er am letzten Spieltag in der deutschen Eliteserie, als er am 12. Mai 1990 von Trainer Christoph Daum in der 84. Minute für Ralf Sturm eingewechselt wurde. Die 1:3-Niederlage gegen Eintracht Frankfurt, bei der Falko Götz das Tor für die „Geißböcke“ erzielte, blieb sein einziger Profieinsatz. 
Zwar übernahm der bisherige Amateurmannschaftstrainer Erich Rutemöller nach der Entlassung Daums im Sommer 1990 die Profimannschaft, Gerlach verblieb aber bei den Amateuren. Unter Bernd Krauss und Nachfolger Rainer Nicot war er dort zwar Stammspieler, nach dem Abstieg in die Verbandsliga Mittelrhein erübrigten sich jedoch seine Ambitionen in Richtung Profimannschaft. Unter Trainer Eberhard Vogel stieg er mit der Mannschaft direkt wieder in die Oberliga auf, dort übernahm Wolfgang Jerat das Traineramt. Dieser beförderte Gerlach zum Mannschaftskapitän, die Mannschaft hielt als Tabellenneunter die Klasse.
Aufgrund der mangelnden Perspektive beim 1. FC Köln folgte Gerlach im Sommer 1993 einem lukrativen Angebote des Ligakonkurrenten Bonner SC. Unter Trainer Peter Nover qualifizierte er sich als Tabellensechster der Oberliga-Spielzeit 1993/94 für die neu eingeführte Regionalliga. Nach erfolgreichem Klassenerhalt im ersten Jahr rutschte der Klub in der folgenden Spielzeit in den Abstiegskampf. Nach mehreren Trainerwechseln verließ Gerlach den Klub in der Winterpause in Richtung SV Baesweiler in die viertklassige Oberliga Nordrhein. Ende 1996 wurde bei Gerlach eine Herzrhythmusstörung festgestellt, in deren Folge er seine aktive Karriere dort beendete.
Im November 2006 kehrte Gerlach kurzzeitig für seinen Heimatverein TuS Blau-Weiss Königsdorf auf den Fußballplatz zurück, nach Achillessehnenbeschwerden musste er sein Comeback in der Kreisliga jedoch schnell wieder beenden.
Gerlach ist mit seiner Familie in Königsdorf ansässig, wo er den von seinem Vater übernommenen Meisterbetrieb für Heizung und Sanitär leitet.